# Đại dịch COVID-19 tại Quần đảo Solomon
Đại dịch COVID-19 tại Quần đảo Solomon là một phần của đại dịch toàn cầu đang diễn ra do virus corona 2019 (COVID-19) gây ra bởi virus corona gây hội chứng hô hấp cấp tính nặng 2 (SARS-CoV-2). Virus được xác nhận là đã xuất hiện tại Quần đảo Solomon vào ngày 3 tháng 10 năm 2020.

## Bối cảnh
Vào ngày 12 tháng 1 năm 2020, Tổ chức Y tế Thế giới (WHO) xác nhận rằng coronavirus mới là nguyên nhân gây ra bệnh đường hô hấp ở một nhóm người ở thành phố Vũ Hán, tỉnh Hồ Bắc, Trung Quốc và đã được báo cáo cho WHO vào ngày 31 tháng 12 năm 2019.
Tỷ lệ ca tử vong đối với COVID-19 thấp hơn nhiều so với đại dịch SARS năm 2003, nhưng tốc độ truyền bệnh cao hơn đáng kể cùng với tổng số người chết cũng đáng kể.

## Dòng thời gian
| COVID-19 tại Quần đảo Solomon () Tử vong Hồi phục Đang điều trị 202020212022Thg 10Thg 11Thg 12Thg 1Thg 2Thg 3Thg 4Thg 5Thg 6Thg 7Thg 8Thg 9Thg 10Thg 11Thg 12Thg 1Thg 215 ngày gần nhất15 ngày gần nhất | COVID-19 tại Quần đảo Solomon () Tử vong Hồi phục Đang điều trị 202020212022Thg 10Thg 11Thg 12Thg 1Thg 2Thg 3Thg 4Thg 5Thg 6Thg 7Thg 8Thg 9Thg 10Thg 11Thg 12Thg 1Thg 215 ngày gần nhất15 ngày gần nhất | COVID-19 tại Quần đảo Solomon () Tử vong Hồi phục Đang điều trị 202020212022Thg 10Thg 11Thg 12Thg 1Thg 2Thg 3Thg 4Thg 5Thg 6Thg 7Thg 8Thg 9Thg 10Thg 11Thg 12Thg 1Thg 215 ngày gần nhất15 ngày gần nhất | COVID-19 tại Quần đảo Solomon () Tử vong Hồi phục Đang điều trị 202020212022Thg 10Thg 11Thg 12Thg 1Thg 2Thg 3Thg 4Thg 5Thg 6Thg 7Thg 8Thg 9Thg 10Thg 11Thg 12Thg 1Thg 215 ngày gần nhất15 ngày gần nhất | COVID-19 tại Quần đảo Solomon () Tử vong Hồi phục Đang điều trị 202020212022Thg 10Thg 11Thg 12Thg 1Thg 2Thg 3Thg 4Thg 5Thg 6Thg 7Thg 8Thg 9Thg 10Thg 11Thg 12Thg 1Thg 215 ngày gần nhất15 ngày gần nhất |
| --- | --- | --- | --- | --- |
| Ngày | Ngày | | Ca nhiễm | Ca nhiễm |
| 2020-10-03 | 2020-10-03 | | 1(n.a.) | |
| ⋮ | ⋮ | | 1(=) | |
| 2020-10-11 | 2020-10-11 | | 2(+100%) | |
| ⋮ | ⋮ | | 2(=) | |
| 2020-10-15 | 2020-10-15 | | 3(+50%) | |
| ⋮ | ⋮ | | 3(=) | |
| 2020-10-27 | 2020-10-27 | | 8(+167%) | |
| ⋮ | ⋮ | | 8(=) | |
| 2020-11-03 | 2020-11-03 | | 13(+62%) | |
| ⋮ | ⋮ | | 13(=) | |
| 2020-11-09 | 2020-11-09 | | 16(+23%) | |
| ⋮ | ⋮ | | 16(=) | |
| 2020-11-24 | 2020-11-24 | | 17(+6,2%) | |
| ⋮ | | | | |
| 2021-03-30 | 2021-03-30 | | 19(n.a.) | |
| ⋮ | | | | |
| 2021-12-25 | 2021-12-25 | | 22(n.a.) | |
| ⋮ | | | | |
| 2021-12-28 | 2021-12-28 | | 24(n.a.) | |
| ⋮ | | | | |
| 2022-01-07 | 2022-01-07 | | 25(n.a.) | |
| ⋮ | | | | |
| 2022-01-16 | 2022-01-16 | | 29(n.a.) | |
| 2022-01-17 | | | | |
| 2022-01-18 | 2022-01-18 | | 36(n.a.) | |
| 2022-01-19 | 2022-01-19 | | 37(+2,8%) | |
| 2022-01-20 | 2022-01-20 | | 81(+119%) | |
| 2022-01-21 | 2022-01-21 | | 169(+109%) | |
| 2022-01-22 | 2022-01-22 | | 289(+71%) | |
| ⋮ | | | | |
| 2022-01-25 | 2022-01-25 | | 650(n.a.) | |
| 2022-01-26 | | | | |
| 2022-01-27 | 2022-01-27 | | 755(n.a.) | |
| 2022-01-28 | 2022-01-28 | | 898(+19%) | |
| ⋮ | | | | |
| 2022-01-31 | 2022-01-31 | | 1.486(n.a.) | |
| 2022-02-01 | 2022-02-01 | | 1.852(+25%) | |
| 2022-02-02 | 2022-02-02 | | 2.167(+17%) | |
| 2022-02-03 | 2022-02-03 | | 2.357(+8,8%) | |
| 2022-02-04 | 2022-02-04 | | 2.790(+18%) | |
| 2022-02-05 | 2022-02-05 | | 2.790(=) | |
| 2022-02-06 | 2022-02-06 | | 3.195(+15%) | |
| 2022-02-07 | 2022-02-07 | | 3.318(+3,8%) | |
| 2022-02-08 | 2022-02-08 | | 3.657(+10%) | |
| 2022-02-09 | 2022-02-09 | | 3.795(+3,8%) | |
| 2022-02-10 | 2022-02-10 | | 4.203(+11%) | |
| 2022-02-11 | 2022-02-11 | | 4.302(+2,4%) | |
| Nguồn: - Solomon Times | | | | |

Vào ngày 27 tháng 3, Thủ tướng Manasseh Sogavare đã đình chỉ tất cả các chuyến bay vào đất nước và ban bố tình trạng khẩn cấp đề phòng ở Honiara, theo đó hầu hết các địa điểm vui chơi giải trí sẽ bị đóng cửa (các nhà thờ được miễn lệnh). Vào ngày 3 tháng 4 năm 2020, chính phủ tăng cường kiểm tra du khách đến và đưa ra các hạn chế đối với những du khách đã đến thăm các quốc gia được coi là có nguy cơ cao.
Vào ngày 31 tháng 3, Franco Rodie, thư ký thường trực của Bộ Giáo dục và Phát triển Nguồn nhân lực, đã ra lệnh đóng cửa tất cả các trường học ở Quần đảo Solomon.
Vào ngày 3 tháng 10 năm 2020, có thông báo rằng COVID-19 đã tồn tại tại Quần đảo Solomon. Vào ngày đó, Thủ tướng Manasseh Sogavare đã thông báo rằng một sinh viên hồi hương từ Philippines đã có kết quả xét nghiệm dương tính với COVID-19 sau khi bệnh nhân được xét nghiệm khi đến thủ đô của Quần đảo Solomon, Honiara. Bệnh nhân không có triệu chứng và có kết quả xét nghiệm âm tính trước khi hồi hương.
Sinh viên này nằm trong số 400 người dân Đảo Solomon bị mắc kẹt tại Philippines mà chính quyền Quần đảo Solomon dự định hồi hương. 18 người khác có kết quả xét nghiệm dương tính với căn bệnh này ở Philippines trong khi chờ hồi hương.
2 trường hợp khác đã được xác nhận vào ngày 11 và 15 tháng 10 năm 2020. Cả hai cá nhân liên quan đến vụ việc đều đi cùng chuyến bay với trường hợp đầu tiên, đều là học sinh và không có triệu chứng.
4 trường hợp khác đã được xác nhận vào ngày 27 tháng 10 năm 2020. Bốn là cầu thủ bóng đá sống ở Anh.
Vào ngày 3 tháng 11, 5 trường hợp khác nữa được xác nhận. 4 người là cầu thủ địa phương và 1 người mang quốc tịch Hàn Quốc.
Vào ngày 9 tháng 11 năm 2020, thêm 3 trường hợp mắc COVID-19 được xác nhận, nâng tổng số lên 16 trường hợp. Một trong số họ thuộc nhóm ngừoi từ Philippines và hai người còn lại là những cầu thủ bóng đá trở về từ Vương quốc Anh; ngoài ra, ca phục hồi thứ năm đã được xác nhận.
Vào ngày 24 tháng 11, thêm 1 trường hợp mắc COVID-19 nữa được xác nhận, nâng tổng số lên 17 trường hợp.
Vào ngày 4 tháng 12, kết quả xét nghiệm COVID-19 cho kết quả âm tính đối với 3 người nước ngoài hiện đang bị giam giữ cùng với hai du thuyền của họ vì bị cáo buộc xâm nhập bất hợp pháp vào biên giới.
Vào ngày 8 tháng 2 năm 2021, thêm 1 trường hợp mắc mới được xác nhận, nâng tổng số lên 18 ca.
Tính đến ngày 30 tháng 12 năm 2023, Quần đảo Solomon ghi nhận 25,954 trường hợp mắc COVID-19 và 199 trường hợp tử vong.